# Quasi-Park Narodowy Hayachine
Quasi-Park Narodowy Hayachine (jap. 早池峰国定公園 Hayachine Kokutei Kōen) – quasi-park narodowy, położony w regionie Tōhoku, Honsiu w Japonii. 
Jest klasyfikowany jako park chroniący krajobraz (kategoria V) według IUCN.
Obszar ten został wyznaczony jako quasi-park narodowy 10 czerwca 1982. Podobnie jak wszystkie quasi-parki narodowe w Japonii, park jest zarządzany przez samorząd lokalny, w tym przypadku są to władze prefektury Iwate.